# BASIC Stamp

Schematisch overzicht van de BASIC Stamp 2

De BASIC stamp is een kleine singleboardcomputer, ontwikkeld door Parallax, die vaak
gebruikt wordt door hobbyisten om bekend te raken met de basisprincipes van microcontrollers, zoals het aansturen van een servomotoren, leds, etc. Hij staat bekend om zijn kleine formaat en is populair omdat hij eenvoudig te programmeren is in een variant van de BASIC programmeertaal.

## Specificaties
De BASIC Stamp heeft ongeveer de grootte van een postzegel en komt in de vorm van een DIP, al ziet het er niet uit als één enkele behuizing. De PCB van de BASIC Stamp beschikt over alle elementen waarover een microprocessor moet beschikken, dit houdt in:
- De microcontroller zelf met CPU. Bij de Stamp zal deze een ingebouwde ROM hebben met daarin de BASIC interpreter.
- Een inwendige klok waarop het systeem zal draaien
- EEPROM: het geheugen van de BASIC Stamp is niet vluchtig, hierdoor zal hij zijn taken kunnen uitvoeren, ook nadat de BASIC Stamp losgekoppeld is geweest van de voedingsbron. Het programma blijft bewaard totdat de BASIC Stamp gereset wordt of het programma wordt overschreven.
- Voeding: Deze kan zowel een adapter zijn voor de netspanning of een 9V batterij
- 16 of 32 I/O pinnen (afhankelijk van het model)
- Spanningsregulator; De BASIC stamp werkt zelf op 5V, de spanningsregulator zal er dan voor zorgen dat er gebruikgemaakt kan worden van een 9V batterij, dit maakt het geheel mobieler.

## Programmeren
De BASIC Stamp maakt gebruik van een variant van de BASIC programmeertaal, PBASIC. 
PBASIC is gelijkaardig aan de gewone BASIC taal, met enkele functies extra die worden gewijd aan de microcontroller. Deze functies zijn o.a. PWM,
het opzetten van een IIC communicatie en het besturen van LCD schermen. PBASIC wordt in het geheugen van de BASIC Stamp op een speciale manier opgeslagen, zodat er relatief lange programma's in het beperkte geheugen passen.
Door middel van een seriële verbinding met een computer wordt een programma geüpload naar de EEPROM; hierdoor blijft het programma bewaard op de microcontroller als deze wordt losgekoppeld van de spanningsbron. Om een programma naar de BASIC Stamp te schrijven is er dus geen speciale programmer (een stuk hardware dat de EEPROM zal beschrijven) nodig.

## Soorten
Er zijn op dit moment 4 soorten van de Stamp
- BASIC Stamp 1 (BS1) (uitgevoerd als Single in-line module)
- BASIC Stamp 2 (BS2)
- Spin Stamp: gebruikt SPIN in plaats van PBASIC
- Javelin Stamp: gebruikt een variant van Java in plaats van PBASIC

Van de BS2 zijn er nog verschillende varianten (BS2e, BS2pe, BS2px, BS2sx, BS2p24, BS2p40) naargelang het model is er een snelle werktijd, extra I/O mogelijkheden, etc. Sommige varianten op de BS2 maken ook gebruik van een Parallax SX processor in plaats van de PIC die de BS1 en BS2 gebruiken. 